# لاري وليامز
لاري وليامز (بالإنجليزية: Larry Williams)‏ (و. 1935 – 1980 م) هو مغن مؤلف، وموسيقي، وعازف بيانو، ومنتج أسطوانات أمريكي، ولد في نيو أورلينز، يستخدم آلات بيانو، توفي في لوس أنجلوس، عن عمر يناهز 45 عاماً.

## التعليم
تعلم في جامعة بويسي الولائية ‏.

## وصلات خارجية
- لاري وليامز على موقع IMDb (الإنجليزية)
- لاري وليامز على موقع ميوزك برينز (الإنجليزية)
- لاري وليامز على موقع إن إن دي بي (الإنجليزية)
- لاري وليامز على موقع أول ميوزيك (الإنجليزية)
- لاري وليامز على موقع ديسكوغز (الإنجليزية)

- لاري وليامز في قاعدة بيانات الأفلام على الإنترنت